# Marco Pinotti
Marco Pinotti (født 25. februar 1976 i Osio Sotto, Italien) er en italiensk  tidligere professionel landevejsrytter. Han vandt 28 løb som amatør før han blev professionel i 1999 med holdet Lampre-Daikin. På den 15. etape af Tour de France 2001 kom han på andenpladsen, efter belgieren Rik Verbrugghe. I 2004 gik han til Saunier Duval-Prodir, og fra 2007 Team High Road.